# Agama planiceps
O agama-das-rochas-do-namibe (Agama planiceps) é uma espécie de lagarto agamídeo nativo das zonas rochosas graníticas do noroeste da Namíbia e sudoeste de Angola.

## Distribuição geográfica
Observam-se nas províncias de Benguela e Namibe em Angola, e nas regiões de Damaraland e Kaokoveld na Namíbia.

## Descrição
Exibem um acentuado dimorfismo sexual, com os machos a apresentar cores laranja e azuis contrastantes, e as fêmeas com padrões axadrezados de castanho, cinza e amarelo.

## Comportamento
No verão os machos cortejam as fêmeas correndo ao seu redor em círculos enquanto abanam a cabeça.

## Predadores
Os herpestídeos que partilham o mesmo habitat nos inselbergues graníticos da região são uns dos principais predadores dos agamas. Estes tem mais sucesso durante as manhãs mais frias, quando os agamas estão menos móveis. Os calaus são outros dos predadores desta espécie. Estima-se que até 30% dos agamas tenham caudas partidas.